# Lelio Colista
Lelio Colista (* 13. Januar 1629 in Rom; † 13. Oktober 1680 ebenda) war ein italienischer Komponist sowie Lautenist und Gitarrist.

## Leben
Gefördert durch seinen Vater, der als Bibliothekar an der päpstlichen Bibliothek arbeitete, bekam Colista bereits früh eine hervorragende Ausbildung, vermutlich am Seminario Romano. Er beherrsche meisterhaft mehrere Instrumente, vor allem die Laute und die Theorbe. Bereits im Alter von dreißig Jahren hatte er den einträglichen Posten des custode delle pitture an der päpstlichen Kapelle inne. Er arbeitete unter anderem mit Bernardo Pasquini und Alessandro Stradella zusammen. Im Gefolge seines Gönners Kardinal Flavio Chigi trat er in Paris 1664 am Hofe Louis XIV. auf. In den letzten zwanzig Lebensjahren war er ein in Rom gefragter Komponist und Lehrer.
Als Komponist schrieb er hauptsächlich Instrumentalmusik, von denen aber zu Lebzeiten keine Drucke erfolgten. Colistas Einfluss auf die zu seiner Zeit in Rom weilenden Musiker war dennoch groß. Arcangelo Corelli, der in jungen Jahren zu Colistas Ensemble gehörte, erwähnt im Vorwort zu seinem op. 1 dankbar die „più professori musici di Roma“, zu denen Colista gehörte. Henry Purcell würdigte 1694 seine kontrapunktischen Fähigkeiten und der Gitarrist Gaspar Sanz nannte ihn 1674 in Instruccion de musica seinen Lehrer und den „Orpheus seiner Zeit“. Die Triosonaten von Corelli und Purcell sind von Colista geprägt, der in Rom als erster „da chiesa“ Sonaten für zwei Violinen und Basso continuo, von ihm selber als Symphonie bezeichnet, verfasste.

## Werk (Auswahl)
- 5 Kantaten für 1–3 Singstimmen, 2 Violinen und B. c.
- 3 Arien für Sopran und B. c.
- 24 „Simfonie“ à tre
- 3 Sonate da Camera à tre
- 5 Sonate für Violine, Bassinstrument und B. c.
- 6 „Symphonie“ für mehrere Zupfinstrumente (Laute, Theorbe, Gitarre und Cembalo)
- 3 Sonate, möglicherweise Triosonaten, nur die Bassstimme ist erhalten
- 3 Sonate für Orgel
- 2 Oratorien (aufgeführt in Rom 1661 und 1667, Libretto und Musik verschollen)
- Passacaille dite Mariona (um 1675) für Gitarre, zuerst herausgegeben von Jean Baptiste de Castillion (1680–1753) und als Mariona auch 1674[4] ein Instrumentalstück bei dem Gitarristen Gaspar Sanz.